# Juan de Dios Mora
Juan de Dios Mora o Juan de Mora (Córdoba, 1827-Madrid, 28 de mayo de 1884) fue un escritor español.

## Biografía

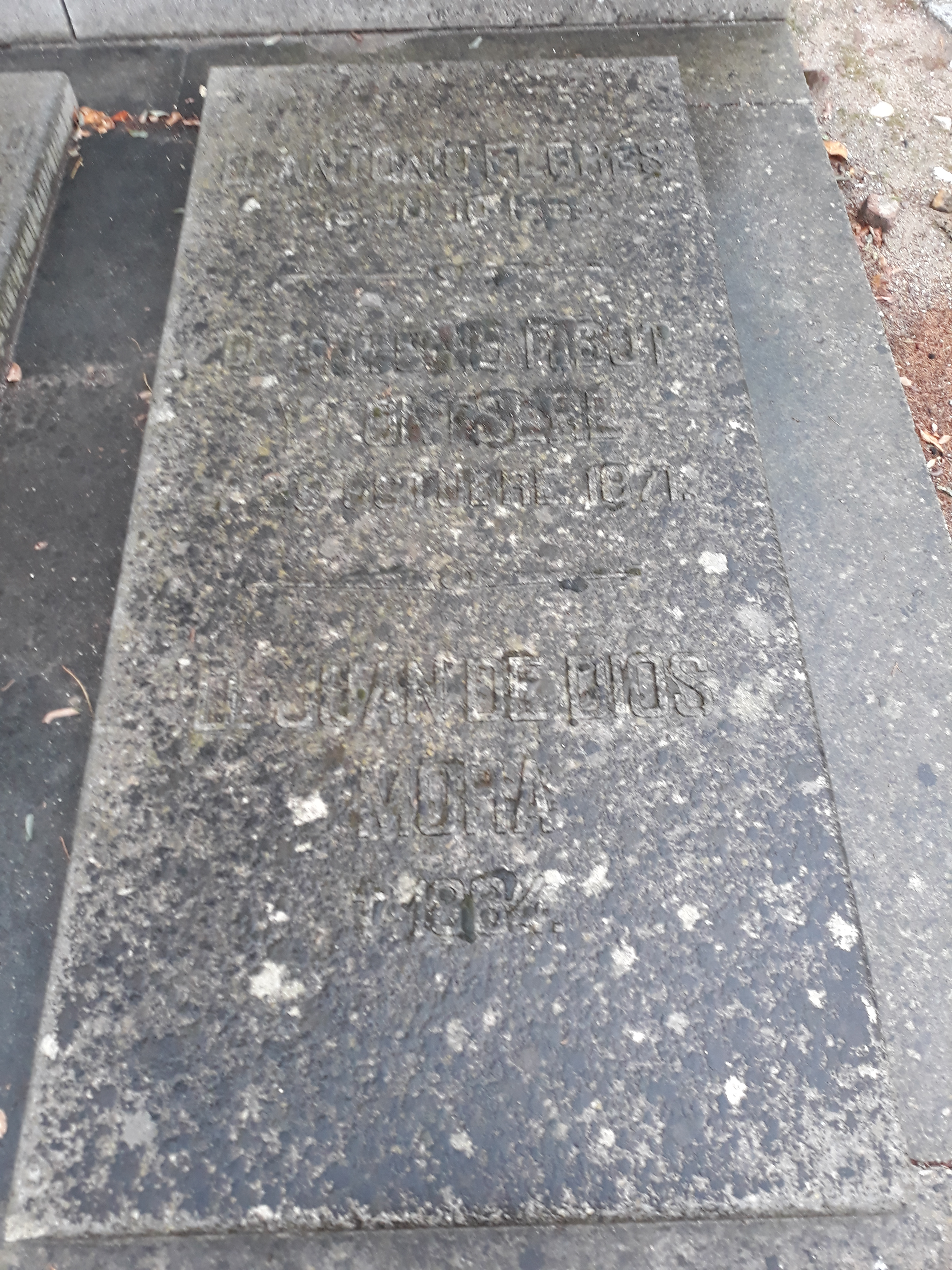
Tumba de Juan de Dios Mora en el cementerio de la Almudena

Poco se conoce sobre su vida. Fue redactor del periódico demócrata La Discusión de Madrid, y algunos de sus artículos le valieron la persecución y la cárcel en el Saladero, donde enfermó gravemente. Recobró la libertad con la Revolución de 1868 y fue jefe político sucesivamente en varias provincias, entre ellas Ávila.
Compuso numerosas novelas históricas de carácter folletinesco, pero documentadas: Florinda; o, la Caba (1852, 2 vols.); El caballero del silencio (1856), ambientada en el siglo XVI; Los Templarios (1856 y 1857, 2 vols., reimpreso en 1884), Pelayo o El restaurador de España (1853, con reimpresiones ulteriores), y prólogo de Emilio Castelar, traducida prontamente al portugués; Felipe V el Animoso, Mariana de Austria, El rey don Fruela (1858), etcétera.
Disgustado de la política, se retiró de la misma al concluir el reinado de Amadeo I. Murió en la pobreza dejando inéditas dos novelas, La Expiación de la Misericordia y La voluntad y el destino, y otros escritos. Al parecer, Julián Zugasti confió a Juan de Dios Mora, quien ya había escrito la biografía de algún bandolero, la redacción de El bandolerismo: Estudio social y memorias históricas que corre con el nombre del primero. También compuso algunos folletos políticos, como La coalición anticonstitucional.